# Tecadisk
Tecadisk — студійний альбом італійського співака та кіноактора Адріано Челентано, випущений у 1977 році під лейблом «Clan Celentano».

## Про альбом
Музика альбому виконана в стилі диско. Альбом посідав 7 позицію в італійському чарті «Топ-100» найкращих альбомів 1977 року, а пісня «When Love...» досягала 11 позиції у чарті «Топ-100» найкращих синглів. Платівка вийшла накладом 600.000 копій.
Автори пісень: Денні Байма Бескет, Мікі Дель Прете і Рональд Джексон. Аранжування створили Тоні Міммс і Денні Байма Бескет, який також продюсував альбом.
«Tecadisk» став одним з небагатьох альбомів Челентано, де всі пісні виконані англійською мовою. До пісні «You can be happy» існує італомовна версія — «Letto di foglie», що вийшла в альбомі «Il re degli ignoranti» (1991). Пісні «When love...» і «Kiss Me Goodbye» виконувалися вживу Челентано на концерті «Arriva il celebre» 1977 року.
Найпопулярнішу пісню альбому «When Love...» Челентано присвятив своїй дружині — Клаудії Морі. Обкладинка альбому містила зображення Челентано і Клаудії Морі.
Альбом видавався на LP-платівках в Італії, Німеччині, Нідерландах, Туреччині, Франції, Австрії, США, Португалії, Бразилії і Болгарії. В СРСР альбом випускався щорічно у 1980—1988 роках під назвою «Поет Адриано Челентано» фірмою «Мелодія». З 1991 року альбом видавався на CD. П'ять пісень з альбому випускалися як сингли на LP. Пісня «Yes, I Do» видавалася в Італії, Німеччині і Канаді. Пісня «Kiss Me Goodbye» видавалася в Італії. Пісня «When Love...» видавалася в Італії, Швейцарії, Німеччині, Нідерландах і Польщі. В СРСР випускалися платівки під назвою «Да/Поцелуй Меня На Прощанье» та «Поет Адриано Челентано», які містили пісні «Yes, I Do» і «Kiss Me Goodbye».

## Трек-лист
LP
Сторона «A»
| #  | Назва                                      | Автор                                                | Тривалість |
| -- | ------------------------------------------ | ---------------------------------------------------- | ---------- |
| 1. | «When Love…» (Коли любов ...)              | Денні Байма Бескет, Мікі Дель Прете                  | 6:50       |
| 2. | «Yes, I Do» (Так)                          | Денні Байма Бескет, Мікі Дель Прете, Рональд Джексон | 6:17       |
| 3. | «Wartime Melodies» (Мелодії воєнного часу) | Денні Байма Бескет, Мікі Дель Прете                  | 4:28       |

Сторона «Б»
| #     | Назва                                        | Автор                                                | Тривалість |
| ----- | -------------------------------------------- | ---------------------------------------------------- | ---------- |
| 4.    | «Somebody Save Me» (Врятуйте мене)           | Денні Байма Бескет, Мікі Дель Прете                  | 6:30       |
| 5.    | «Kiss Me Goodbye» (Поцілуй мене на прощання) | Денні Байма Бескет, Мікі Дель Прете, Рональд Джексон | 5:50       |
| 6.    | «You Can Be Happy» (Ти можеш бути щасливою)  | Денні Байма Бескет, Мікі Дель Прете, Рональд Джексон | 6:03       |
| 34:78 |                                              |                                                      |            |

## Учасники запису
- Вокал — Адріано Челентано;
- Аранжування — Тоні Міммс, Денні Байма Бескет;
- Бас-гітара — Рональд Джексон;
- Ударні — Флавіано Куффарі, Марвін Джонсон;
- Соло-гітара — Рональд Джексон;
- Клавішні — Майкл Фрезер, Алессандро Чентофанті;
- Продюсер — Мікі Дель Прете;
- Фотограф — Вінченціно.

## Ліцензійне видання

### Альбом
| Назва                                       | Лейбл                  | Маркування        | Країна     | Рік      |
| ------------------------------------------- | ---------------------- | ----------------- | ---------- | -------- |
| Tecadisk (LP, Album)                        | Clan Celentano         | CLN 86033         | Італія     | 1977     |
| Tecadisk (8-Trk, Album)                     | Clan Celentano         | 32 CLN 86033      | Італія     | 1977     |
| Tecadisk (Cass, Album)                      | Clan Celentano         | CLN 86033         | Італія     | 1977     |
| Tecadisk (Cass, Album)                      | Ariola                 | 68 776 0          | Німеччина  | 1977     |
| Tecadisk (LP, Album)                        | Ariola                 | 25 181 OT         | Нідерланди | 1977     |
| Tecadisk (LP, Album)                        | Pop (5)                | LP - 02           | Туреччина  | 1977     |
| Tecadisk (LP, Album)                        | Eurodisc, Arabella     | 25 181            | Франція    | 1977     |
| Tecadisk (LP, Album)                        | Ariola                 | 25 181 OT         | Австрія    | 1977     |
| Tecadisk (LP, Album)                        | Eurodisc, Eurodisc     | 913 156, 25 181   | Франція    | 1977     |
| Tecadisk (LP, Album)                        | Eurodisc, Eurodisc     | 913 156, 25 181   | Франція    | 1977     |
| Tecadisk (LP, Album)                        | Ariola                 | 25 181 OT         | Німеччина  | 1977     |
| Tecadisk (LP, Album)                        | Peters International   | PLD 4194          | США        | 1977     |
| Yes I Do (LP, Album, Gat)                   | Orfeu                  | STAT 053          | Португалія | 1977     |
| Tecadisk (LP, Album, P/Mixed)               | Epic                   | 144260            | Бразилія   | 1978     |
| Поет Адриано Челентано (LP, Album, RE)      | Мелодия                | С 60—13867-8      | СРСР       | 1980     |
| Поет Адриано Челентано (LP, Album, RE)      | Мелодия                | С 60—13867-68     | СРСР       | 1981     |
| Поет Адриано Челентано (LP, Album, RE)      | Мелодия                | С 60—13867-8      | СРСР       | 1981     |
| Поет Адриано Челентано (LP, Album, RE)      | Мелодия                | С 60—13867-8      | СРСР       | 1981     |
| Поет Адриано Челентано (LP, Album, RE)      | Мелодия                | С60-13867—68      | СРСР       | 1981     |
| Поет Адриано Челентано (LP, Album, RE, Whi) | Мелодия                | С60-13867-8       | СРСР       | 1981     |
| Поет Адриано Челентано (LP, Album, RE, Whi) | Мелодия                | 33 С 60 - 13867-8 | СРСР       | 1981     |
| Поет Адриано Челентано (LP, Album, RP)      | Мелодия                | С 60—13867-8      | СРСР       | 1982     |
| Tecadisk (LP, Album, Blu)                   | Балкантон              | BTA 11049         | Болгарія   | 1983     |
| Tecadisk (LP, Album, Blu)                   | Балкантон              | BTA 11049         | Болгарія   | 1983     |
| Tecadisk (LP, Album, Red)                   | Балкантон              | BTA 11049         | Болгарія   | 1983     |
| Tecadisk (LP, Album, Yel)                   | Балкантон              | BTA 11049         | Болгарія   | 1983     |
| Поет Адриано Челентано (LP, Album, RE, RP)  | Мелодия                | С 60—13867-8      | СРСР       | 1983     |
| Поет Адриано Челентано (LP, Album, RE, RP)  | Мелодия                | С 60—13867-8      | СРСР       | 1984     |
| Поет Адриано Челентано (LP, Album, RP)      | Мелодия                | С 60—13867-8      | СРСР       | 1985     |
| Tecadisk (LP, Album, RE)                    | CGD                    | 207 477           | Європа     | 1986     |
| Tecadisk (LP, Album, Red)                   | Мелодия                | С 60—13867-8      | СРСР       | 1986     |
| Поет Адриано Челентано (LP, Album, RE, RP)  | Мелодия                | С 60—13867-8      | СРСР       | 1986     |
| Поет Адриано Челентано (LP, Album, RP)      | Мелодия                | С60-13867—68      | СРСР       | 1986     |
| Поет Адриано Челентано (LP, Album)          | Мелодия                | С 60-13867-8      | СРСР       | 1987     |
| Поет Адриано Челентано (LP, Album, RP)      | Мелодия                | С 60—13867-8      | СРСР       | 1987     |
| Поет Адриано Челентано (LP, Album, RP)      | Мелодия                | С 60—13867-68     | СРСР       | 1987     |
| Поет Адриано Челентано (LP, Album, RP)      | Мелодия                | С 60—13867-8      | СРСР       | 1988     |
| Tecadisk (CD, Album)                        | Clan Celentano         | 903174420-2       | Німеччина  | 1991     |
| Tecadisk (CD, Album, RE, RM)                | Clan Celentano         | 9031 74420-2      | Італія     | 1991     |
| Tecadisk (CD, Album, RE, RM, Unofficial)    | Clan Celentano (2)     | 9031 74420-2      | Росія      | 1991     |
| Tecadisk (LP, Album, RE)                    | Clan Celentano         | 9031 74420-1      | Італія     | 1991     |
| Tecadisk (CD, Album, RE)                    | Universal              | 3259130004809     | Італія     | 2012     |
| Tecadisk (CD, Album, RE, RM)                | Universal Music Russia | 4605026711433     | Росія      | 2012     |
| Tecadisk (Cass, Album, RE)                  | Clan Celentano         | 9031 74420-4      | Італія     | невідомо |

### Сингли з альбому
| Назва                                                                     | Лейбл          | Маркування           | Країна     | Рік      |
| ------------------------------------------------------------------------- | -------------- | -------------------- | ---------- | -------- |
| Yes, I Do/Kiss Me Goodbye (7", Jukebox)                                   | Clan Celentano | YD 504               | Італія     | 1977     |
| Да/Поцелуй Меня На Прощанье (Yes, I Do/Kiss Me Goodbye) (Flexi, 7", Mono) | Мелодия        | Г62—08559-60         | СРСР       | 1981     |
| Поет Адриано Челентано (Yes, I Do/Kiss Me Goodbye) (Flexi, 7", Mono)      | Мелодия        | Г62-08559-60         | СРСР       | 1981     |
| Поет Адриано Челентано (Yes, I Do/Kiss Me Goodbye) (Flexi, 7", Mono, Red) | Мелодия        | Г62-08559-60         | СРСР       | невідомо |
| When Love.../Somebody Save Me (7", Single)                                | Clan Celentano | CLN 5403             | Італія     | 1977     |
| When Love.../You Can Be Happy (7")                                        | Ariola         | 11 841 AT            | Швейцарія  | 1977     |
| When Love.../Somebody Save Me (7", Jukebox)                               | Clan Celentano | YD 490               | Італія     | 1977     |
| When Love.../You Can Be Happy (7", Single)                                | Ariola         | 11 841 AT            | Німеччина  | 1977     |
| When Love.../Somebody Save Me (7", Single)                                | Ariola         | 11 841 AT            | Нідерланди | 1977     |
| Yes I Do/Somebody Save Me (Vinyl, 12", 33 ⅓ RPM)                          | Columbia       | 12C4-8228            | Канада     | 1977     |
| When Love (Flexi-disc, 7", 45 RPM)                                        | Tonpress       | R-0811               | Польща     | 1978     |
| Yes, I Do/Preghero (Vinyl, 7", Single, 45 RPM)                            | Ariola, Ariola | 15 710 AT, 157 10 AT | Німеччина  | 1978     |